# Іван Багряний (монета)
«Іва́н Багря́ний» — ювілейна монета номіналом 2 гривні, випущена Національним банком України. Присвячена українському публіцисту, поету, письменнику, політичному діячеві Івану Багряному. Іван Павлович Багряний (Лозов'ягін) — автор романів, п'єс, віршів, публіцистичних творів, повісті «Огненне коло» та поеми «Аве Марія». Зазнавши репресій та відбувши ув'язнення, згодом емігрував до Німеччини, де створив Мистецький український рух, заснував Українську революційну демократичну партію.
Монету введено в обіг 25 вересня 2007 року. Вона належить до серії «Видатні особистості України».

## Опис та характеристики монети
| Номінал грн. | Метал      | Маса, грам | Діаметр, мм. | Якість виготовлення       | Гурт     | Тираж, штук |
| ------------ | ---------- | ---------- | ------------ | ------------------------- | -------- | ----------- |
| 2            | нейзильбер | 12,8       | 31           | спеціальний анциркулейтед | рифлений | 35 000      |

### Аверс
На аверсі монети стилізовано зображено орнаментальну смугу та обріз книги, на тлі якого напис — «2/ГРИВНІ»; угорі на дзеркальному тлі розміщено малий Державний Герб України, під яким напис — «НАЦІОНАЛЬНИЙ/ БАНК/УКРАЇНИ», унизу ліворуч рік карбування монети — «2007» і логотип Монетного двору Національного банку України.

### Реверс
На реверсі монети зображено портрет Івана Багряного, праворуч вертикально розміщено напис «ІВАН БАГРЯНИЙ» та роки життя — «1906» (угорі) «1963» (унизу).

## Автори

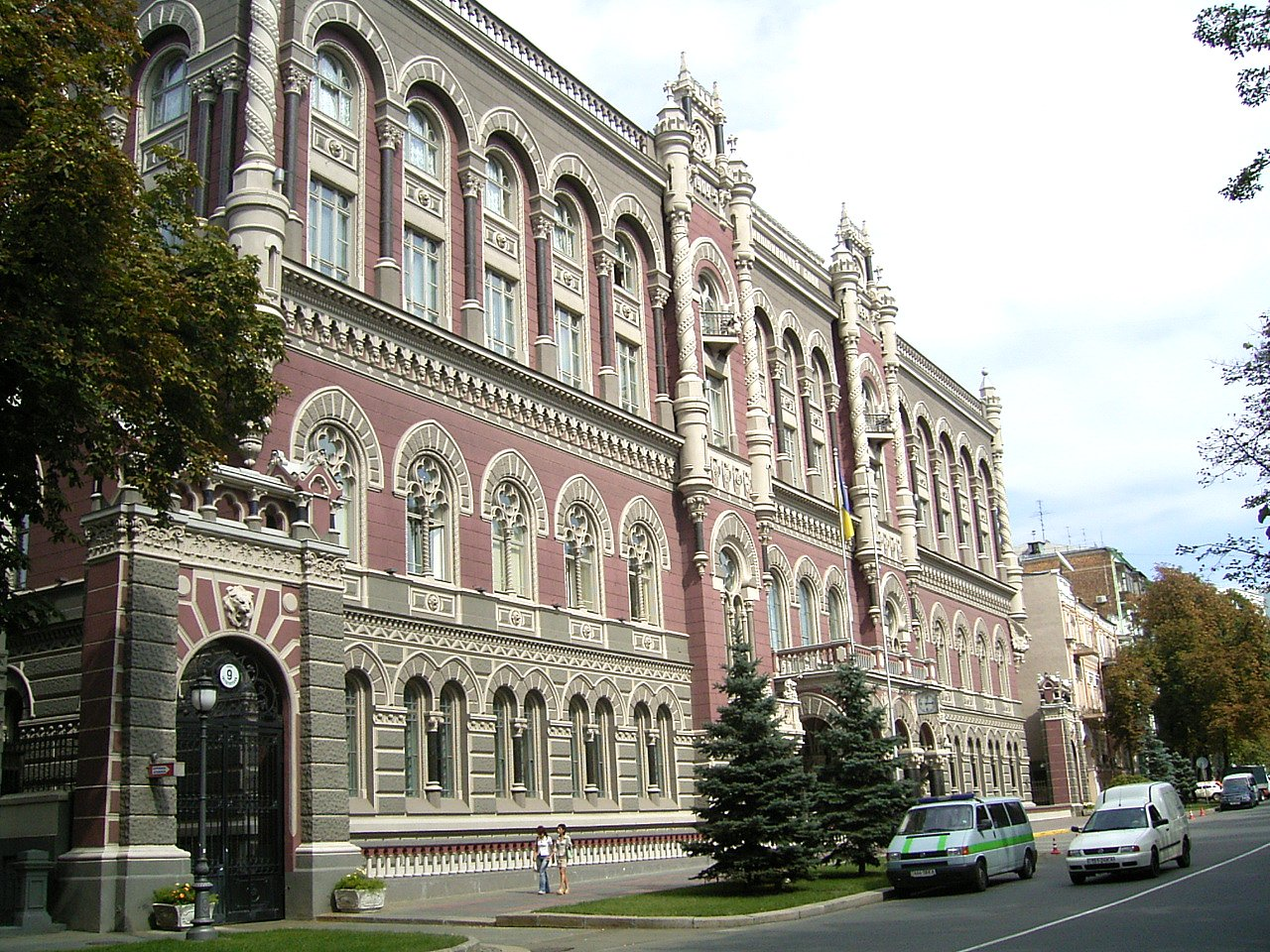
Будівля Національного банку України

Художник та скульптор — Атаманчук Володимир.

## Вартість монети
Ціна монети — 15 гривень, була зазначена на сайті Національного банку України 2011 року.
Фактична приблизна вартість монети з роками змінювалася так:
| Рік        | 2010 | 2011 | 2012 | 2013 | 2014 | 2015 | 2016 | 2017 | 2018 | 2019 | 2020 | 2021 | 2022 | 2023 | 2024 | 2025 |
| ---------- | ---- | ---- | ---- | ---- | ---- | ---- | ---- | ---- | ---- | ---- | ---- | ---- | ---- | ---- | ---- | ---- |
| Ціна, грн. | 17   | 20   | 20   | 20   | 25   | 30   | 35   | 45   | 50   | 55   | 55   | 55   | 60   | 130  | 145  | 160  |